# Herbert Vere Evatt
Herbert Vere Evatt (ur. 30 kwietnia 1894 roku w Maitland, zm. 2 listopada 1965 roku w Canberze) – australijski prawnik i mąż stanu. Kształcił się na Uniwersytecie w Sydney. W 1941 roku został szefem dyplomacji. Reprezentował Australię w gabinecie Churchilla, był jednym ze zwolenników utworzenia ONZ i ograniczeniem prawa do weta.